# Соло для слона с оркестром
«Соло для слона с оркестром» (чеш. Cirkus v cirkuse, дословный перевод — «Цирк в цирке») — двухсерийный художественный фильм, снятый в 1975 году и вышедший на экран в 1976 году. Фильм является совместным проектом чехословацких и советских кинематографистов. Премьера фильма состоялась 5 февраля 1976 в Праге и 17 мая 1976 в Москве. В СССР фильм посмотрело около 25 млн человек.

## Сюжет
Действие фильма разворачивается в Москве, куда приезжает международное цирковое жюри для отбора номеров Московского цирка на Ленинских горах для участия в международном цирковом фестивале. Жюри в восторге: один номер лучше другого и трудно отобрать лучший для конкурса.
Одновременно с этим в Москву приезжает делегация учёных-зоофилологов (специалистов по языкам животных). Члены этой делегации едут в МГУ на научную конференцию. Во время учёного собрания профессор Ружичка из Праги спорит со своей коллегой из Англии, миссис Уинстлер, о том, что даже слона можно научить петь, после чего двое учёных идут в цирк по соседству для проведения научного опыта — пения слона.
Гриша влюблён в дочь директора цирка Таню. Однако она увлечена молодым буфетчиком, который случайно вылил сок на пиджак Гриши. Желая отомстить, Гриша идёт к директору цирка Иванову и требует увольнения официанта Алёши. Однако директор цирка на это добро не даёт, так как готовится к показательному выступлению перед международной цирковой комиссией. Тогда Гриша решает отомстить и сорвать цирковое представление. Он подсыпает снотворное, склеивает тарелки, стравливает официанта Алёшу с директором цирка. Но, несмотря на все козни, всё заканчивается хорошо и побеждает любовь. А слон — поёт.

## В ролях
| Актёр                               | Роль                                                                 | Озвучивает на русском языке | Озвучивает на чешском языке |
| ----------------------------------- | -------------------------------------------------------------------- | --------------------------- | --------------------------- |
| Иржи Совак                          | профессор Ружичка                                                    | Алексей Консовский          |                             |
| Ива Янжурова                        | миссис Уинстлер                                                      | Надежда Румянцева           |                             |
| Евгений Леонов                      | директор цирка Иванов                                                |                             | Йозеф Винклар               |
| Наталья Варлей                      | Таня Иванова, дочь директора цирка                                   |                             | Марта Ванчурова             |
| Александр Леньков                   | Алёша, буфетчик                                                      |                             | Михал Павлата               |
| Леонид Куравлёв                     | Гриша, заместитель директора, стажёр, метящий на должность директора |                             | Рудольф Елинек              |
| Савелий Крамаров                    | Лопухов, распорядитель                                               |                             | Владимир Грубы              |
| Алексей Смирнов                     | Эдуард Спиридонович Смирнов, фокусник, гипнотизёр                    |                             | Мирко Мусил                 |
| Александр Сороколетов               | ассистент фокусника                                                  |                             |                             |
| Павел Винник                        | папа с двумя дочками                                                 |                             |                             |
| Микаэла Дроздовская                 | мама двух дочек                                                      |                             |                             |
| Евгений Моргунов                    | Коля, ревнивец                                                       |                             | Сватоплук Складал           |
| Надежда Репина                      | Маша, жена ревнивца                                                  |                             |                             |
| Юрий Волынцев                       | Александр Борисович                                                  |                             | Карел Влчек                 |
| Валентин Брылеев                    | пожарный                                                             |                             |                             |
| Анатолий Голик                      | Игорь, главный механик                                               |                             |                             |
| Григорий Шпигель                    | зоофилолог                                                           |                             |                             |
| Йозеф Глиномаз                      | Николай, дрессировщик слона                                          | Иван Рыжов                  |                             |
| Ян Мистрик (словац. Ján Mistrík)    | индийский зоофилолог                                                 | Феликс Яворский             | Карел Глушичка              |
| Мирослав Свобода                    | испанский зоофилолог                                                 |                             |                             |
| Иржи Лир                            | итальянский зоофилолог                                               |                             |                             |
| Karel Hovorka st.                   | болгарский зоофилолог                                                |                             |                             |
| Otto Hudrlík                        | голландский зоофилолог                                               |                             |                             |
| Ludmila Mihulková                   | немецкий зоофилолог                                                  |                             |                             |
| Ярослава Шаллерова                  | секретарша зоофилолога                                               |                             |                             |
| Франтишек Филиповский               | репортёр «Санди Экспресс»                                            | Виктор Филиппов             |                             |
| Мария Драгокоупилова                | француженка, член циркового жюри                                     | Инна Выходцева              |                             |
| Зденек Дите (чеш. Zdeněk Dítě)      | итальянец, член циркового жюри                                       | Вячеслав Подвиг             |                             |
| Любомир Липский                     | чех, член циркового жюри                                             | Олег Голубицкий             |                             |
| Ольдржих Велен (чеш. Oldřich Velen) | норвежец, член циркового жюри                                        | Юрий Чекулаев               |                             |
| Карел Эффа                          | ветеринар                                                            | Вадим Спиридонов            |                             |
| Виктор Маурер                       | официант                                                             |                             |                             |
| Борис Битюков                       | охранник в цирке                                                     |                             |                             |

Также в фильме участвуют чехословацкие актёры:
Любомир Костелка (эпизод),
Вацлав Логниский (эпизод, один из зоофилологов),
Войтех Пржидал, Виктор Паркан, Боржек Ворач,
Владимир Ечни, Иржи Косек,
Отто Лацкович,
Вацлав Простейовски, Гелена Постранецка,
Станислав Ремунда,
Владимир Тишер, Карел Энгел, Итка Клоубкова, Златомир Фабиний, Франтишек Фауст, Ярослав Шимонка, Станислав Тума.

## Съёмочная группа
- Авторы сценария: Яков Костюковский, Олдржих Липский, Милош Мацоурек, Морис Слободской
- Постановка: Олдржих Липский
- Оператор-постановщик: Ярослав Кучера
- Художники-постановщики: Георгий Колганов, Карел Вацек
- Режиссёры: А. Малюков, А. Разумовский, А. Доспива
- Ассистенты режиссёра: Н. Билимова, В. Чуринов, М. Гейзларова, В. Карасек, З. Слунечкова
- Операторы: П. Нечесал, И. Немечек, О. Губачек, П. Досоудил, К. Гейсек, К. Добржиховски, Л. Хроуст. Ассистент оператора — И. Пехар
- Комбинированные съёмки: Я. Кучера, Я. Румлер, Л. Малы
- Художник-фотограф: Я. Кудела
- Бригадиры осветителей: Е. Шелестов, А. Гержман
- Композитор: Властимил Гала
- Текст песни: Михаила Анчарова
- Звукооператоры: А. Шаргородский, И. Влчек
- Симфонический оркестр студии «Баррандов» и оркестр Карела Влаха, дирижёры — Ф. Бельфин, Ш. Коничек, музыкальный редактор — М. Бланк
- Художники по костюмам: Марина Зайцева, Вячеслав Зайцев, ассистент — Т. Прошина
- Монтажёр: М. Гаек
- Художник-гримёр: Ф. Чижек
- Художники-декораторы: А. Бурдо, Я. Седлачек
- Заместители директоров картины: Т. Варгина, Р. Калмыков, М. Доусек, М. Мельцерова
- Костюмеры: Л. Хафисова, Л. Ондрачкова
- Реквизиторы: З. Сеглина, Й. Жучек
- Режиссёр цирковой программы: Марк Местечкин, ассистент — В. Крымко
- Балетмейстер: П. Гродницкий
- Главный консультант: Г. Агаджанов
- Редакторы фильма: В. Карен, М. Брож
- Директора картины: Л. Кушелевич, Я. Лукаш
- Режиссёр дубляжа на русский язык: Б. Кордунов

В работе над фильмом принимали участие коллективы Московского и Запорожского цирков.

## Цирковые номера
В фильме показаны фрагменты цирковых номеров следующих цирковых групп:
- «Иристон» — ансамбль северо-осетинских джигитов Д. Тугановой
- «Ренские колёса» — Л. Давидович
- эквилибристы на моноциклах Л. Пикулиной
- «Черемош» — акробаты-прыгуны В. Максимова
- воздушные гимнасты Е. Бубновой
- эквилибристы с кольцом Э. Бернадского
- эквилибристы на першах Л. Костюка
- медвежий цирк В. Филатова
- «Романтика» — акробаты-прыгуны В. Довейко
- акробаты на верблюдах Р. Беллей
- «Леки» — канатоходцы А. Абакарова
- аттракцион «Львы» И. Бугримовой
- гимнасты на турниках И. Бесараба
- групповые жонглёры И. Эльфанта
- «Гигантские шаги» — акробаты-прыгуны А. Бондарева (акробата Бондарева заменил цирковой «нижний» Расавский Александр Сергеевич)
- дрессированные лошади А. Соколова
- воздушный полёт В. Лобзова
- слониха Рези, дрессировка М. Ширвани